# Richard Berndl
Richard Berndl (* 8. Februar 1875 in München-Au; † 26. Januar 1955 in München) war ein deutscher Architekt und Kunstgewerbler. Sein Werk lässt sich stilistisch in Historismus, Jugendstil und Reformstil einordnen.

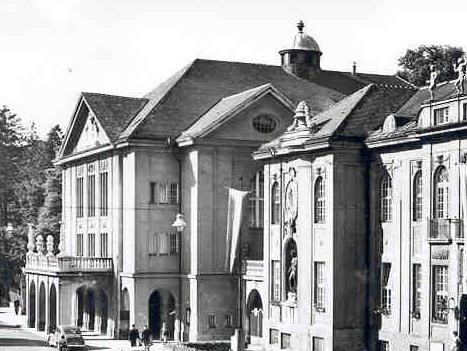
Mozarteum in Salzburg (um 1936)

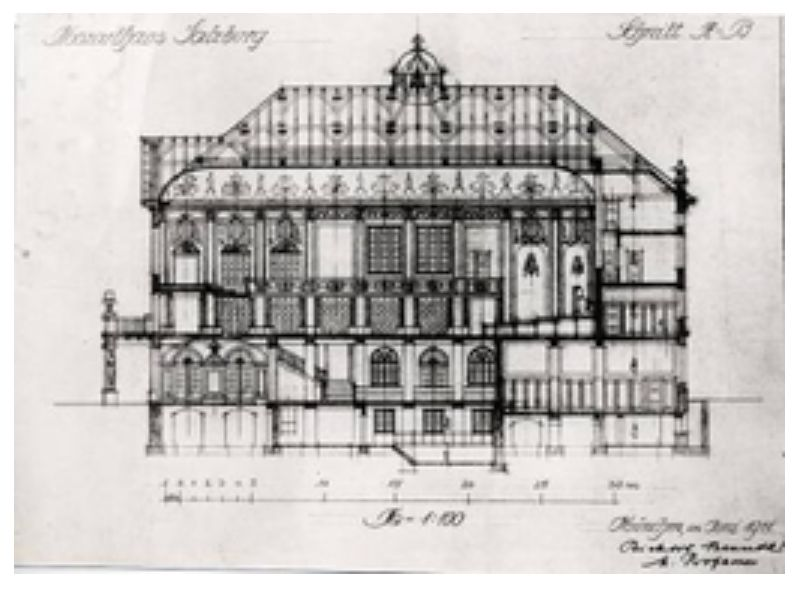
Schnittzeichnung des Mozarteums

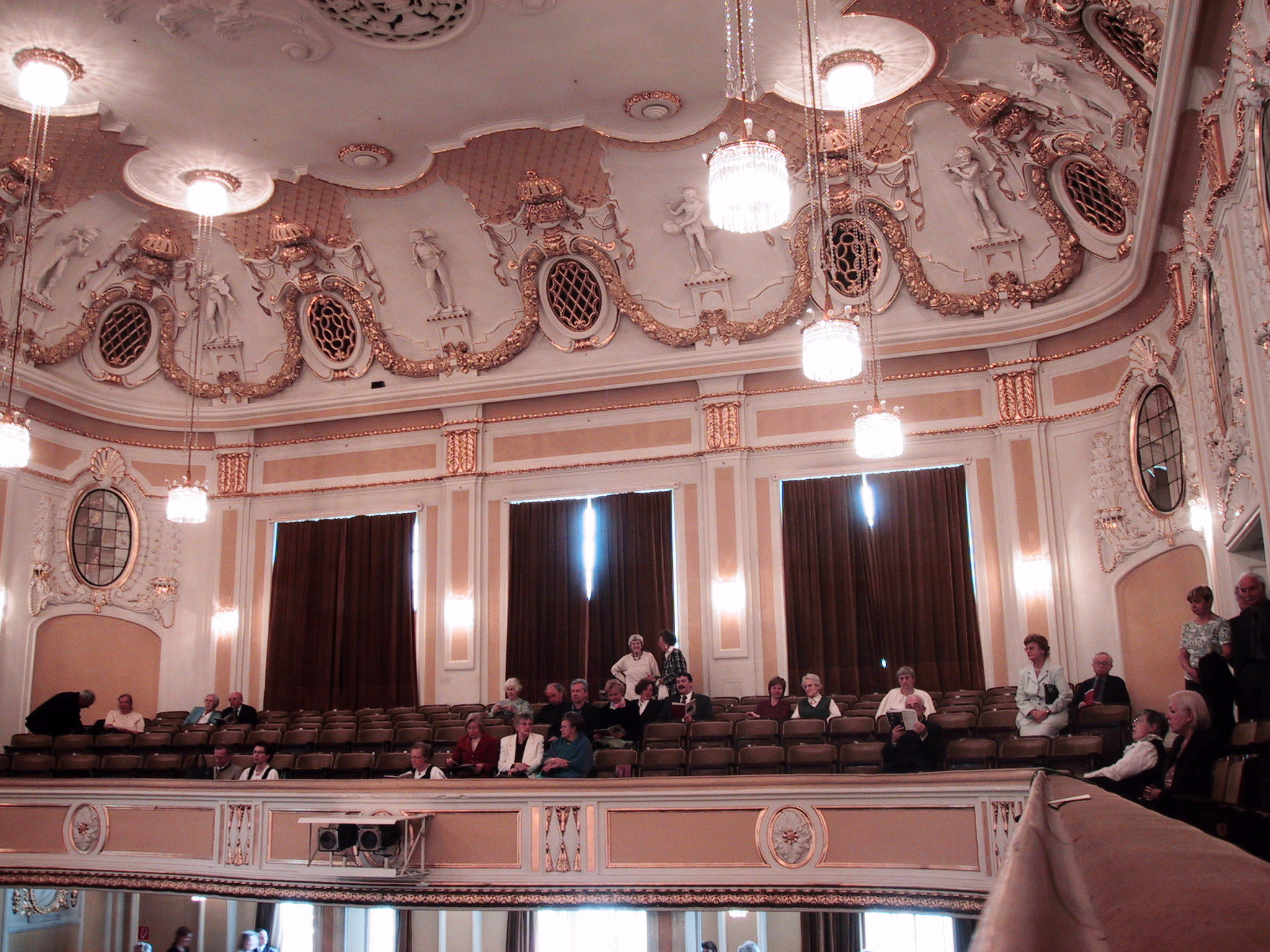
Großer Saal des Mozarteums

## Leben
Richard Berndl war der Sohn des Tischlermeisters Michael Berndl und der Privatierstochter Maria Adler aus München. Er erhielt seine Ausbildung als Architekt und Gestalter in Berlin und am Polytechnikum München, wo er bei Friedrich von Thiersch studierte. Am 18. Mai 1903 wohnte er am Kreuzplätzchen 4 in München und heiratete die Schullehrerstochter Anna Genovefa Wind (* 1876) aus Augsburg. Ebenfalls im Jahre 1903 entwarf er ein Mausoleum für Dionýz Andrássy in Krászno-Hôrka Varalja im Komitat Gömör, das ihn mit einem Schlag bekannt machte und eine Position als Lehrer an der Königlichen Kunstgewerbeschule München einbrachte. Als Nachfolger von Leonhard Romeis wurde er dort 1905 zum Professor berufen. Neben seiner Tätigkeit als Professor gelangte Berndl auch als freier Architekt, Innenraumgestalter und städtischer Baurat in den Jahren von 1903 bis 1937 zu Bekanntheit. Er entwarf Jugendstilgebäude, Villen und Denkmäler in Deutschland und Österreich. Um 1907 entwarf er die Fassade des Hotel Union und das katholische Casino in München, einige Kirchen samt Innenausstattungen, wie in Memmingen, Aichach und Starnberg, und 1910 den Neubau der Abtei São Bento in São Paulo. Zudem gewann er einige Architekturwettbewerbe, unter anderem für das Mozarteum in Salzburg, das nach seinen Entwürfen von 1910 bis 1914 im Münchner Jugendstil erbaut wurde. Durch den König von Bayern wurde Berndl 1917 mit dem Verdienstorden vom Heiligen Michael III. Klasse ausgezeichnet.
Auch in den 1920er-Jahren blieb er Professor an der Münchner Staatsschule für angewandte Kunst (der Nachfolgerin der Kunstgewerbeschule). Vor 1922 war er bereits vier Jahre lang als städtischer Baumeister am Stadtbauamt München unter Stadtbaurat Hans Grässel tätig gewesen. Um 1928 hatte er die Oberleitung für den Bau der GEWOFAG-Siedlung Neuramersdorf inne. Als 1931 der Turm der Neuhauser Winthirkirche einstürzte, erstellte Berndl unentgeltlich Pläne für den Wiederaufbau, der im Jahr 1933 erfolgte. Um 1935 führte er den Ehrentitel Geheimer Regierungsrat.
Noch 1946 unterrichtete er nach der Wiederaufnahme des Lehrbetriebs an der Akademie für angewandte Kunst in der Abteilung Architektur mit den Fächern Hochbau und Innenraumgestaltung. Ab November 1946 wurde die Akademie aufgelöst und zur Abteilung für angewandte Kunst der Hochschule der bildenden Künste, wo Berndl bis zum Übertritt in den Ruhestand am 22. Februar 1947 als Professor lehrte. Seine Nachfolger waren bis 1953 Harald Roth (1910–1991) und danach bis 1972 Sep Ruf (1908–1982). Als emeritierter Professor war Berndl um 1953 Ehrenmitglied der Akademie.

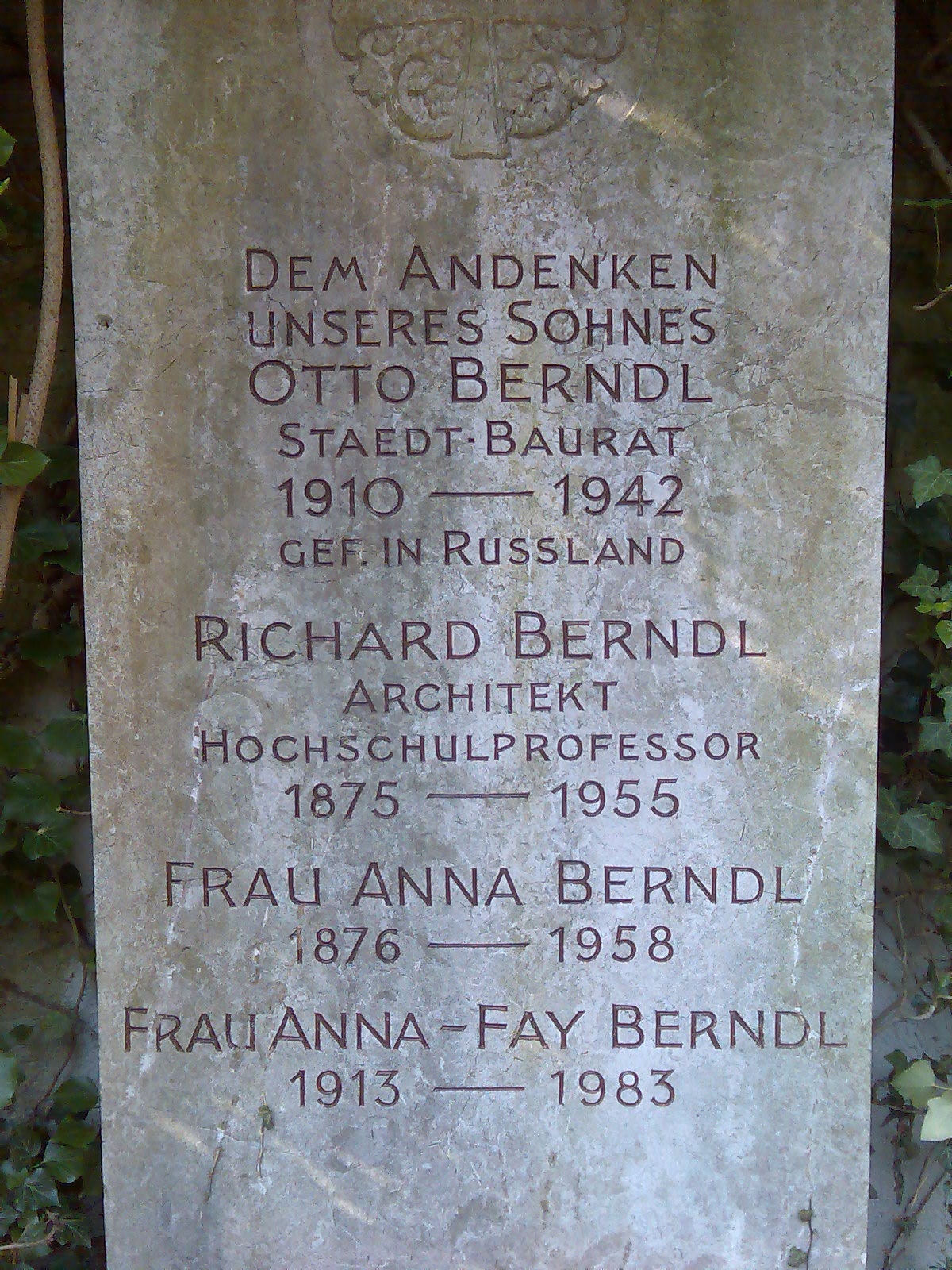
Grabstein von Richard Berndl

Richard Berndl lebte bis 1955 mit seiner Familie in München-Neuhausen im Haus Orffstraße 15. Auf dem Friedhof der Neuhauser Winthirkirche befindet sich seine Grabstätte, zusammen mit einer Gedenkinschrift für seinen in Russland als Pionier-Leutnant (Stab/Pi.Batl. 47) gefallenen Sohn Otto Berndl (* 5. Dezember 1910; † 10. Mai 1942), der seit Februar 1940 mit Lilo Ramdohr verheiratet war. Richard Berndls ältere Tochter Anna-Fay lebte von 1913 bis 1983 in der Orffstraße und war Schneiderin, seine jüngere Tochter Hilde war mit dem Volkswirtschaftler Willi Zentz (* 27. März 1907) verheiratet.
Richard Berndls Nachlass wird im Architekturmuseum der Technischen Universität München aufbewahrt. In Salzburg wurde im Stadtteil Gneis mit Beschluss vom 28. Februar 1973 die Richard-Berndl-Straße nach ihm benannt.

## Kollegen und Schüler
Berndls Atelier befand sich lange in der Städtischen Gewerbeschule an der Luisenstraße in München, wo er mit einigen bekannten Kollegen zusammenwirkte, wie etwa dem Maler Karl Friedrich Roth, dem Bühnenbildner Emil Preetorius und dem Medailleur Maximilian Dasio, der um 1914 ein Medaillenporträt von ihm im Rahmen einer Bildnisreihe des Münchner Kulturlebens schuf. Andere Kollegen waren Jakob Bradl, der Maler Gustav G. Klemm (1858–1938), der Bildhauer Joseph Wackerle, der Bauingenieur Constantine Frick, Max Frick, Karoll Throll, Adolf Mayerhofer, Eduard Schmucker, Hans Willich, Paul Pfann, Bernhard Ingwersen, Oscar Delisle, Heinrich Waderé (Figuren an der Fassade von São Bento in São Paulo) u. v. a.
Zu den Schülern von Berndl zählten Josef Aicher, Karl Blocherer, Hans Junghanns, Karl Joseph Kuolt, Cäsar Pinnau, Christian Ritter von Popp, Heinrich Scherrer, und andere, jedoch nicht sein eigener Sohn, der Architekt Otto Berndl.

## Mitgliedschaften
Zeitlebens war Richard Berndl in Vereinen und Verbänden ehrenamtlich engagiert, so z. B.:
- Akademischer Architekten-Verein München (um 1905)
- Deutsche Gesellschaft für christliche Kunst (um 1917)[23]
- Deutscher Werkbund (1912)[24]
- Bund Deutscher Architekten (BDA)

## Werk
Im Rahmen seiner vielseitigen gestalterischen Aktivitäten entwarf Berndl außer Gebäuden und Innenräumen auch Altäre, Statuen, Orgeln (1907), Konzertflügel (1908), Ofen- und Ventilationsgitter, Leuchter (1920) und sonstige Ausstattungsstücke für Wohnhäuser, Konzertsäle und Kirchen.

### Bauten und Entwürfe
- 1903: Mausoleum für Graf Dionýz Andrássy in Krásnohorské Podhradie in der (damals zu Ungarn gehörenden) Slowakei
- 1903/04: Landhaus bei Starnberg[28]

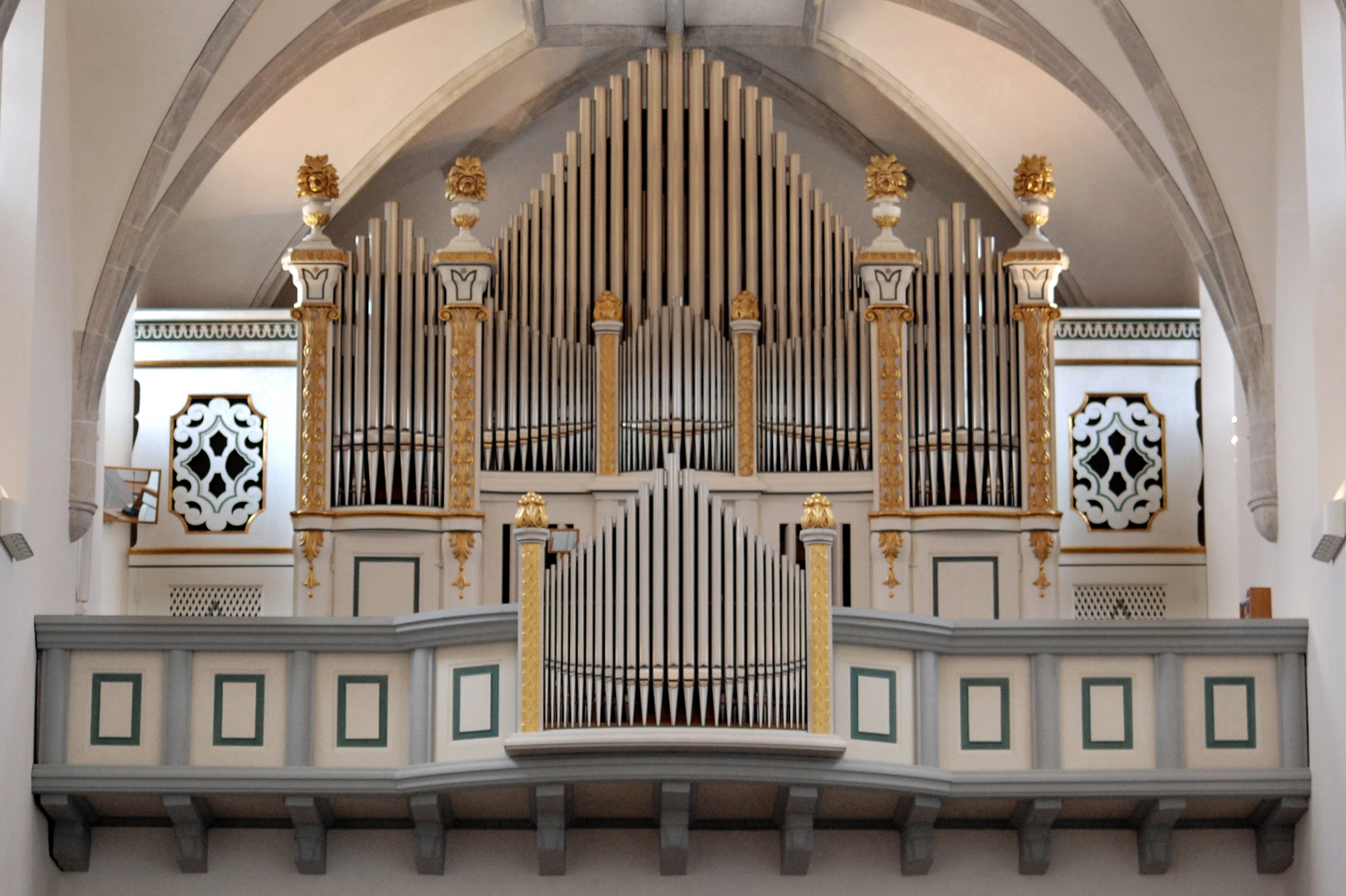
1907 schuf Richard Berndl den Entwurf für den Orgelprospekt in der Stadtpfarrkirche Aichach (Zustand 2020).

- 1907 schuf Richard Berndl den Entwurf für den Orgelprospekt in der Stadtpfarrkirche Aichach (Zustand 2020).1906–1908: Stadtpfarrkirche St. Mariä Himmelfahrt in Aichach, Innenausstattung im Jugendstil
- 1905: mehrere Jugendstilhäuser in München-Neuhausen[29]
- 1906: Landhaus des Kunstmalers G. in Wolfratshausen
- 1906/1907: Hotel Union (katholisches Casino) in München, Barer Straße 7[30]
- 1907: Landhaus in Solln bei München[31]
- 1909–1911: Villa Huber in Kempten (Allgäu), Kanalweg 11
- 1910: Wettbewerbsentwurf für ein Bismarck-Nationaldenkmal auf der Elisenhöhe bei Bingerbrück (nicht prämiert)[32]
- 1910–1914: Mozarteum in Salzburg
- 1910–1914: Benediktinerkloster São Bento in São Paulo
- 1917: Entwurf für den christlichen und israelitischen Friedhof Kronstadt, Siebenbürgen (nach 1918 zu Rumänien gehörig)
- 1919: Jagdschloss in Kammersgrün (Lužec u Nejdku, Tschechien) zusammen mit seinem Schüler H. Scherrer[33]
- 1924–1925: Büro- und Wohnhäuser in Salzburg, Faberstraße 20–24 (ehemalige Arbeiterunfallversicherung) / Auerspergstraße 27–29
- 1925: Kirche in Frankenholz
- 1925–1926: Stieglkeller in Salzburg (wohl zusammen mit dem Münchner Architekten Franz Zell)
- 1928: Haus Stengel in München-Harlaching[34]
- 1928–1929: St.-Vinzenz-Kirche in München-Neuhausen, Birkerstraße[35]Konzertflügel von Richard Berndl, 1908

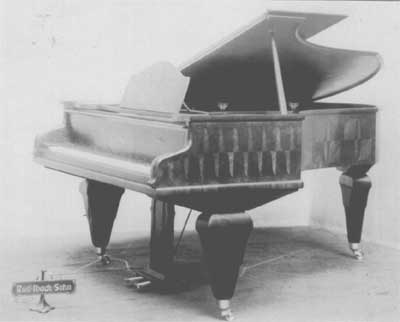
Konzertflügel von Richard Berndl, 1908

- 1928–1930: Oberleitung beim Bau der Siedlung Neuramersdorf der Wohnbaugenossenschaft GEWOFAG, mit St.-Pius-Kirche[36]
- 1928–1929: Kurhaus Elisabethhof in Bad Gastein
- 1928–1929: Kurhaus Bellevue (Alpenhof Bellevue) in Bad Gastein
- 1928–1929: Entwurf der Villa Franzmair (Lindenhof) in Bad Gastein[37]
- 1929: Umgestaltung des Chorraums und Hochaltar der Pfarrkirche Mariä Lichtmeß in Aschau im Chiemgau
- 1931–1932: St. Pius in München, Neu-Ramersdorf, Piusstraße 11[38]
- 1933: Winthirkirche in Neuhausen-Nymphenburg
- Heimathaus in Pfaffenhausen (ehemaliges Rathaus), mit Richard-Berndl-Zimmer (mit vielen von Berndls Zeichnungen und Skizzen)

### Kunstgewerbe
- Buchschmuck / Bildschmuck zur Publikation:
Akademischer Architektenverein München (Hrsg.): Festgabe zur Feier des 25jährigen Bestehens. Der königlich technischen Hochschule zu München gewidmet. Vorwort von Friedrich von Thiersch. 1. Teil: Das letzte Vierteljahrhundert der Münchener Baukunst. (Bearbeitet von Hans Willich, mit Bildschmuck von Paul Pfann und Richard Berndl) München 1904.

## Galerie

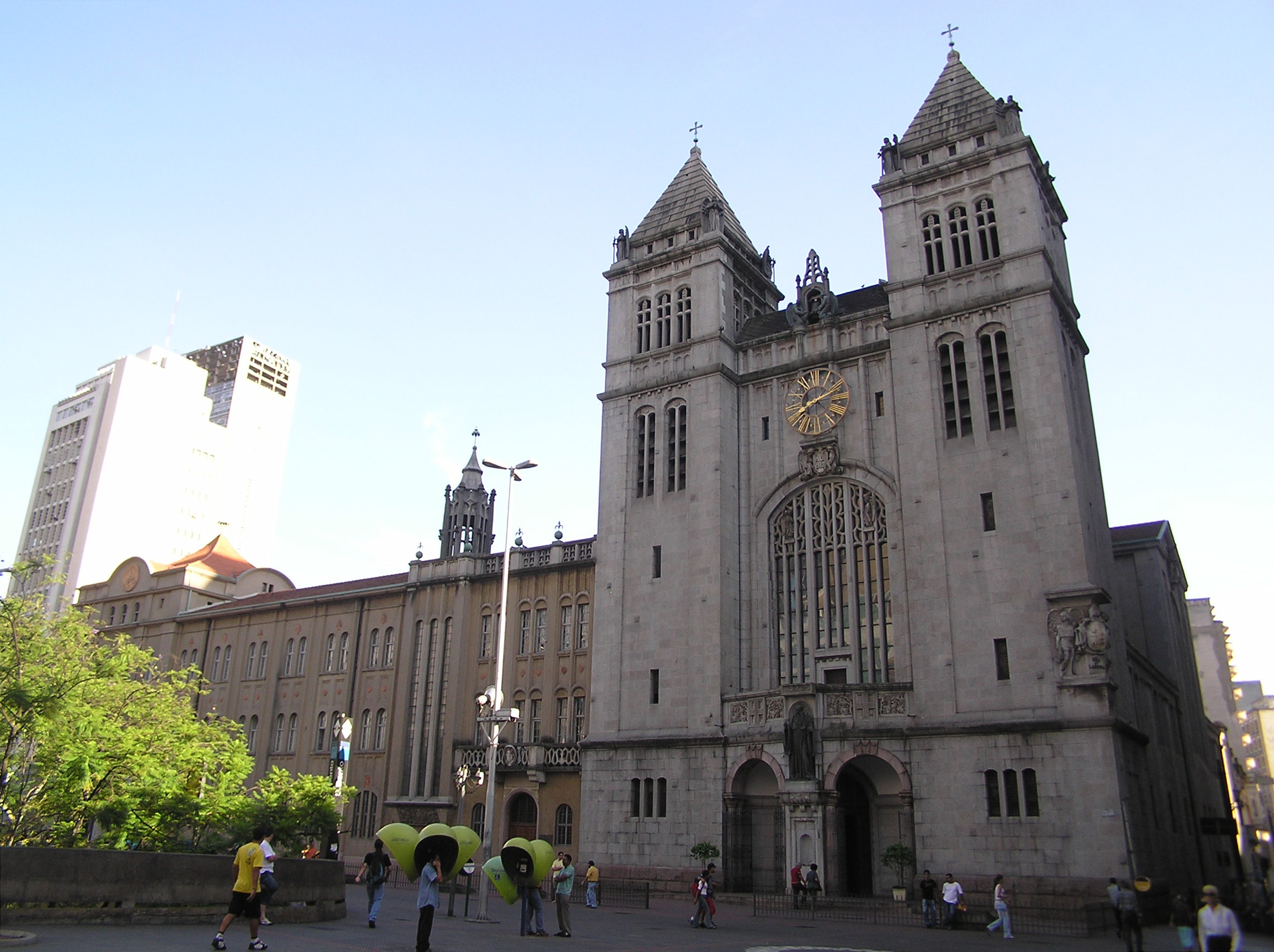
Benediktinerkloster São Bento
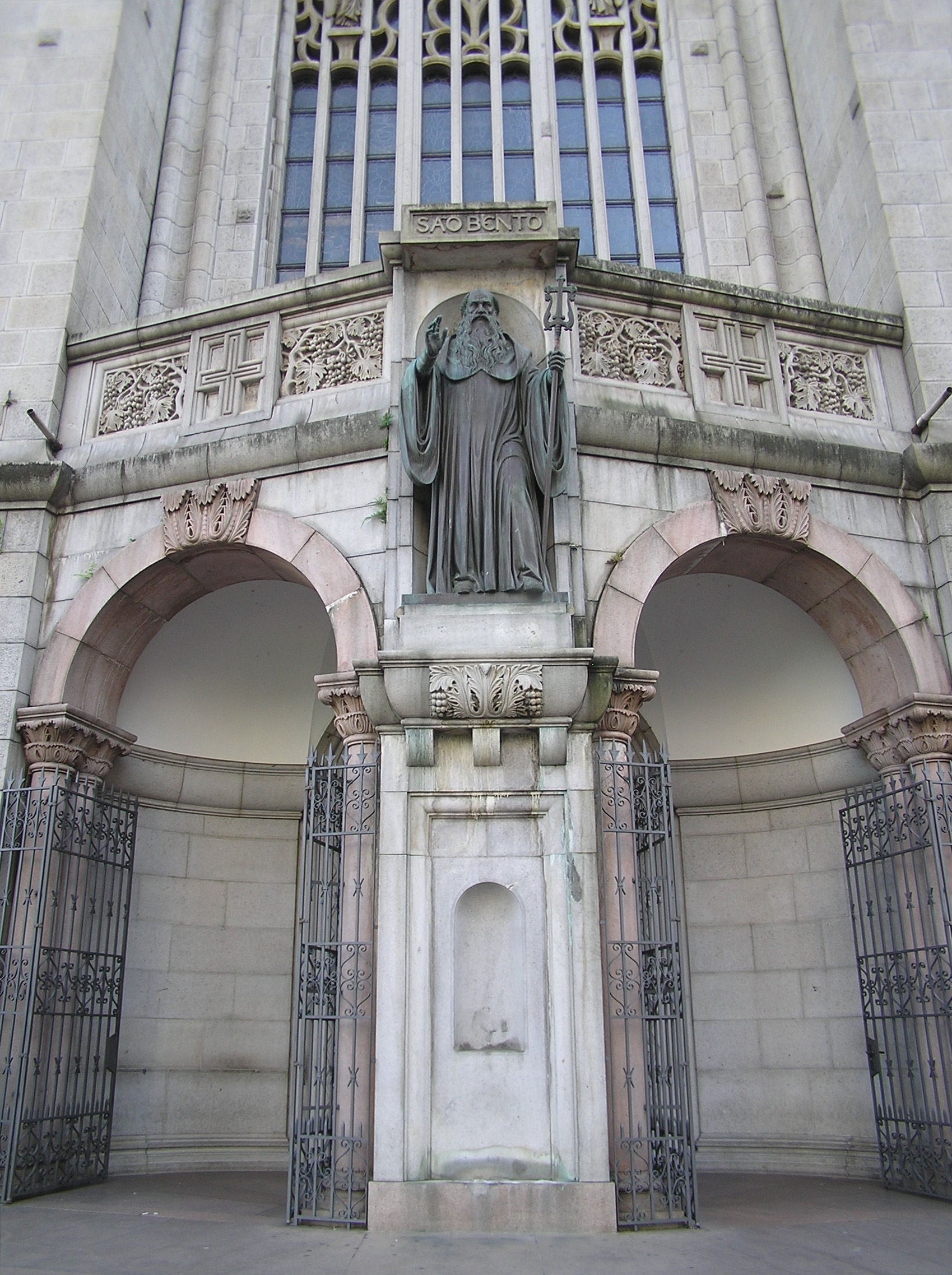
Benediktinerkloster São Bento
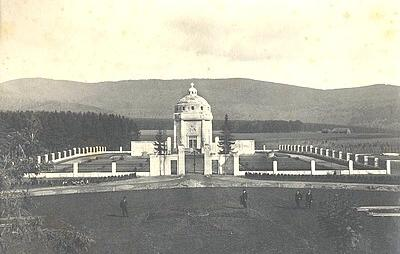
Andrássy-Mausoleum, 1904
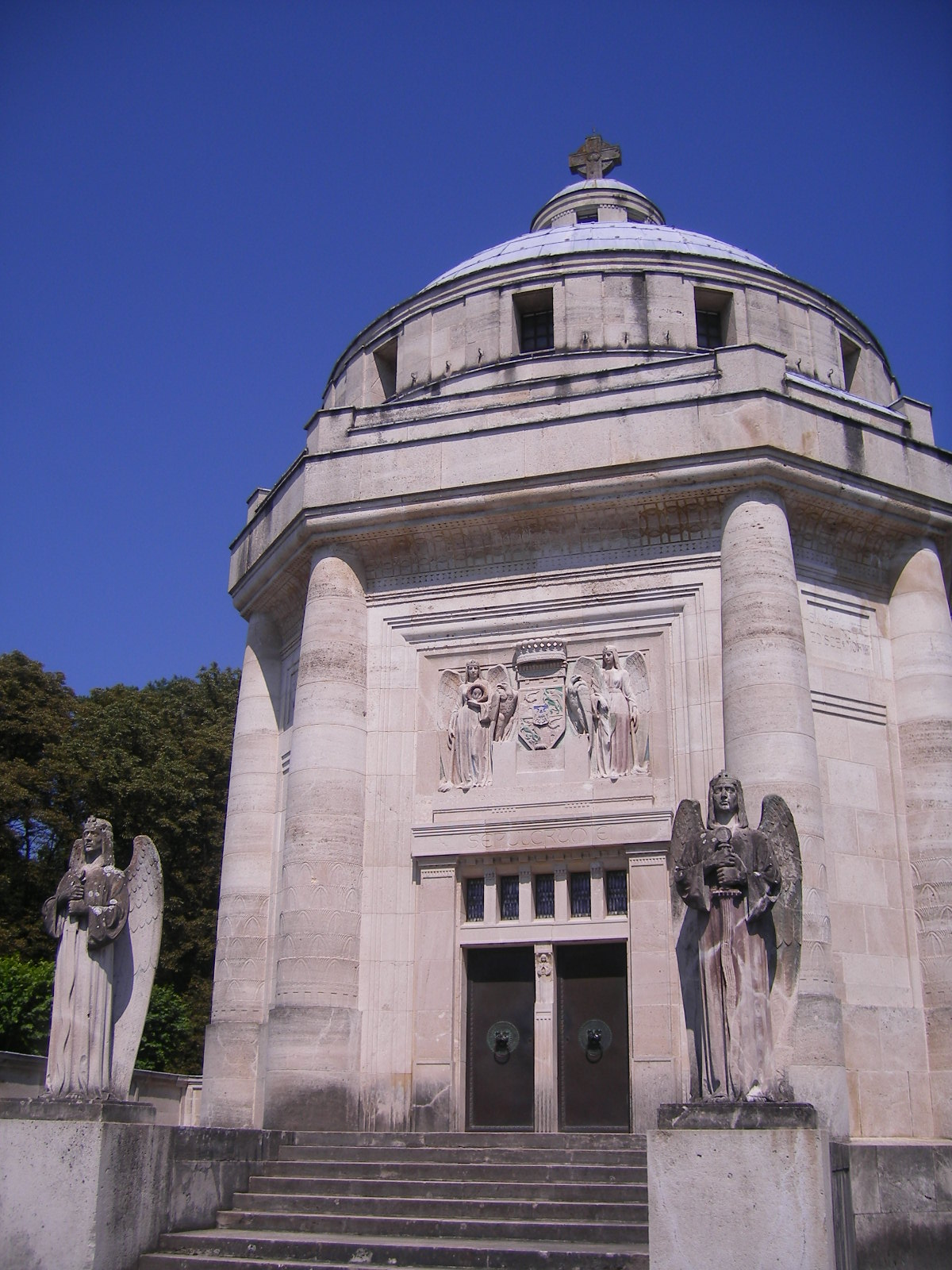
Andrássy-Mausoleum, Detail
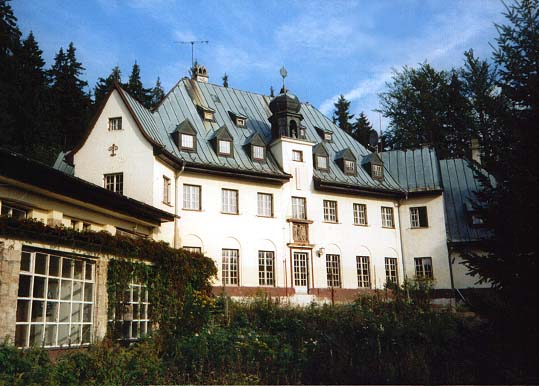
Jagdschloss Kammersgrün, 1919